# 吴信宝
吴信宝（1965年1月—），男，汉族，安徽萧县人，中华人民共和国政治人物，曾任中共上海市虹口区委书记。现任上海市政协副主席